# Dikome
Dikome Balue ist ein Dorf in Kamerun mit ca. 2000 Einwohnern. Es liegt im Bergland auf 1000 Metern Höhe an der Kreuzung zweier Handelswege von Bekondo nach Marumba und von Kumba nach Toko.
Durch eine Partnerschaft der evangelischen Kirche in Baden (Kirchenbezirk Lörrach und Schopfheim) sowie durch eine Städtepartnerschaft mit Schopfheim erfuhr die abgelegene Region eine strukturelle Förderung. Kaffee aus der Region Dikome wird vom Verein Dikome/Kamerun e.V. unter dem Namen Glory Halleluja Kaffee seit 1993 in Deutschland vermarktet.
Während den Unruhen der Anglophone Crisis in der Südwest-Region Kameruns war auch Dikome betroffen. Die Bevölkerung flüchtete Ostern 2018 vor den Regierungstruppen, die zahlreiche umliegende Dörfer komplett niedergebrannt hatten. Ein Bewohner wurde von Regierungssoldaten erschossen, als er die Plünderung des Chief-Palastes durch diese verhindern wollte. Gendarmen der Regierung wurden von Mitgliedern der Unabhängigkeitsbewegung umgebracht. Einzelne Gebäude wurden niedergebrannt, wie z. B. das Anwesen von ELECAM.

## Geografie

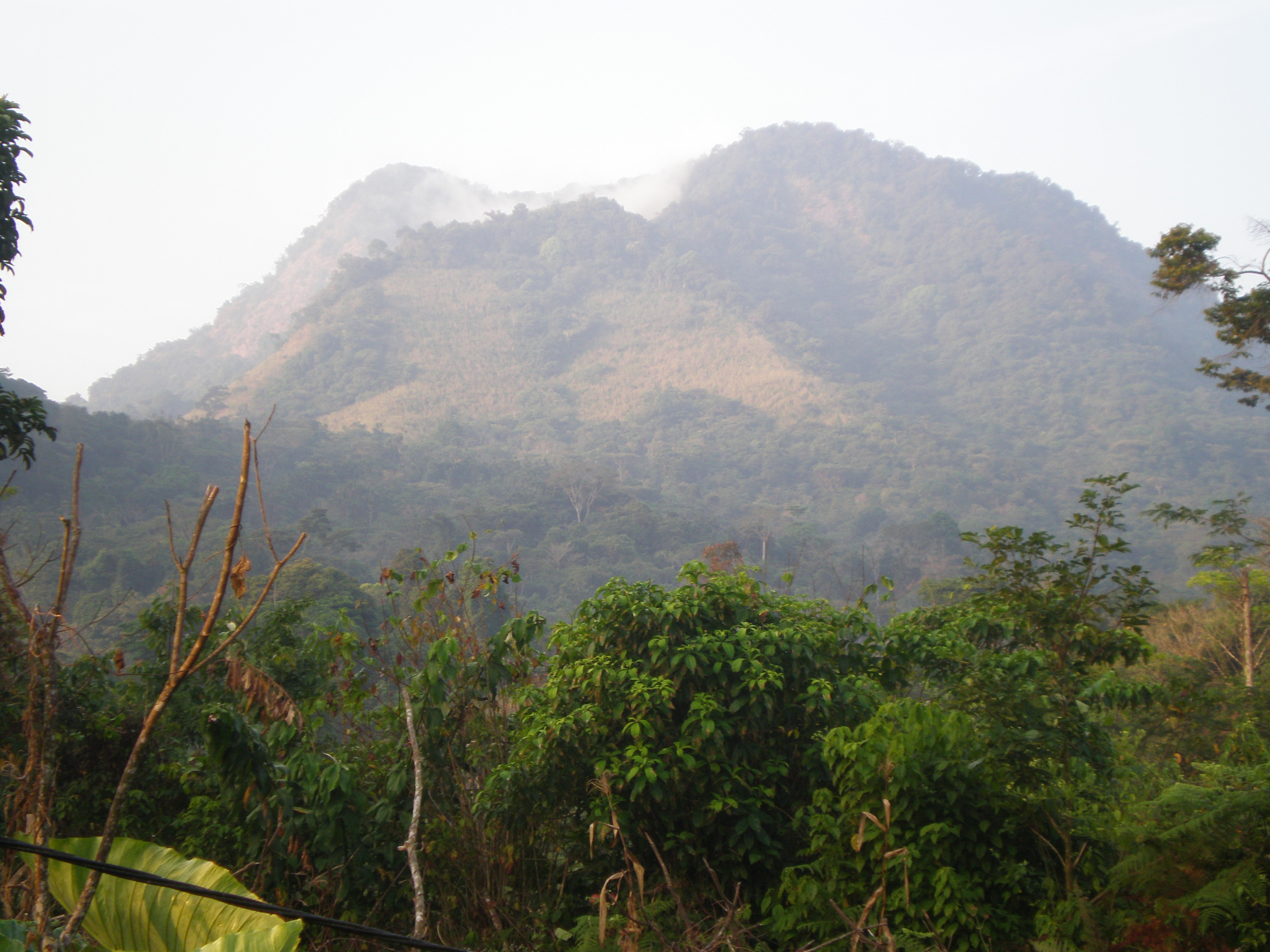
Mount Rata in den Rumpibergen, 1768 m

Dikome Balue liegt am Fuße des Mount Rata, des mit 1768 m höchsten Berges der Rumpiberge und ist damit Teil der Rumpi Hills Wildlife Reserve.

## Dikome Council

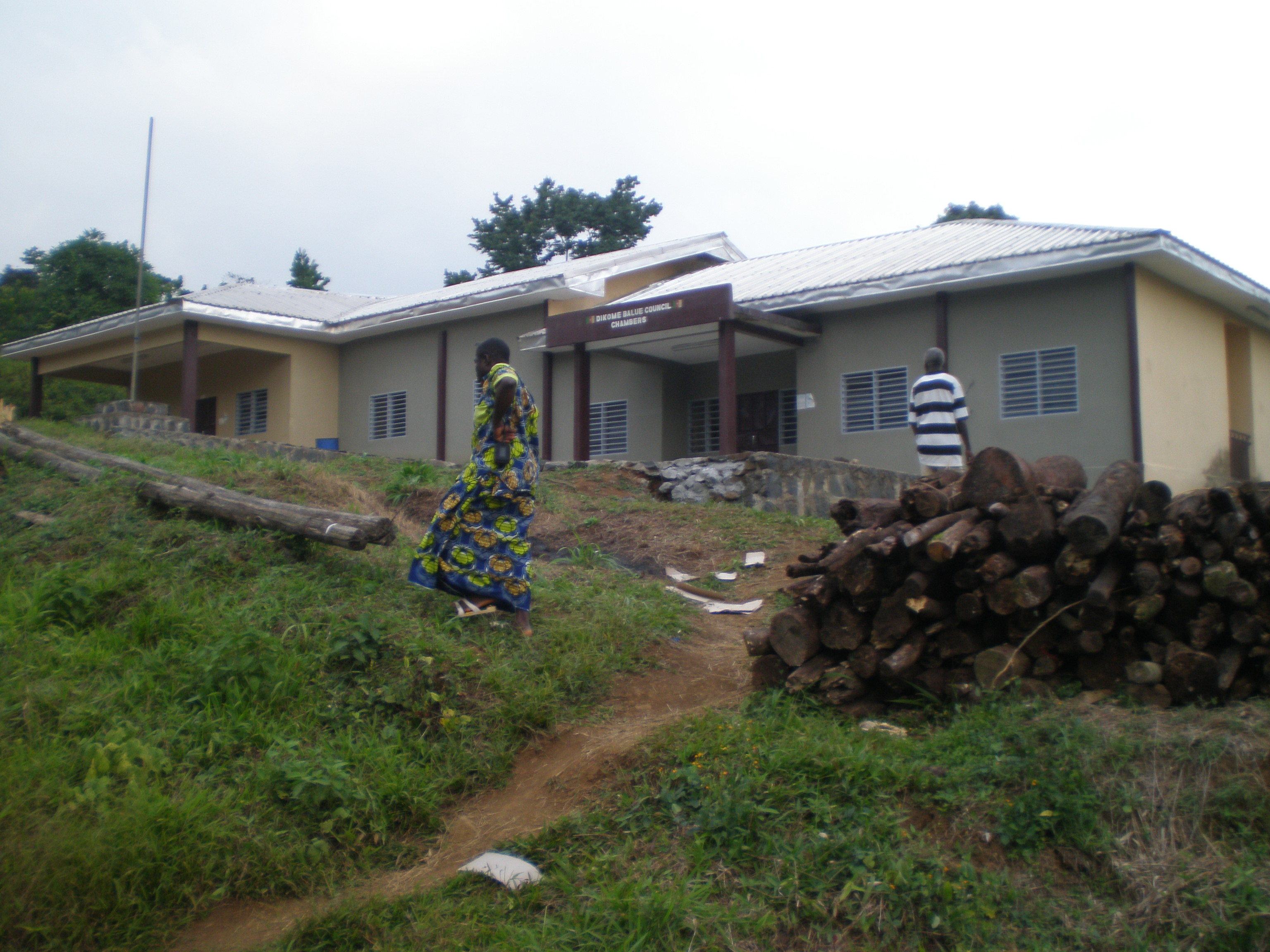
Dikome Balue Council Chambers, das Rathaus von Dikome Council

Dikome Balue ist Hauptort und Sitz der Verwaltung des gleichnamigen Councils. Zu Dikome Balue Council gehören neben Dikome Balue die Dörfer Betenge Balue, Bona Balue, Bonji Balue, Bosinga Balue, Diboki Balue, Difenda Balue, Ebobe Balue, Itende Balue, Mbombe Balue, Mdonono Balue, Mekoma Balue, Mofako Balue, Weme Balue. Das Rathaus von Dikome Balue wurde neu erbaut und befindet sich an der Straße nach Dikome Ngolo etwas außerhalb des Dorfes.
Ebenfalls im Dorf befinden sich das Verwaltungsgebäude der Dikome Balue Subdivision als Sitz des Divisional Officers, eine Gendarmeriestation, sowie eine Zweigniederlassung von ELECAM.

## Kirche

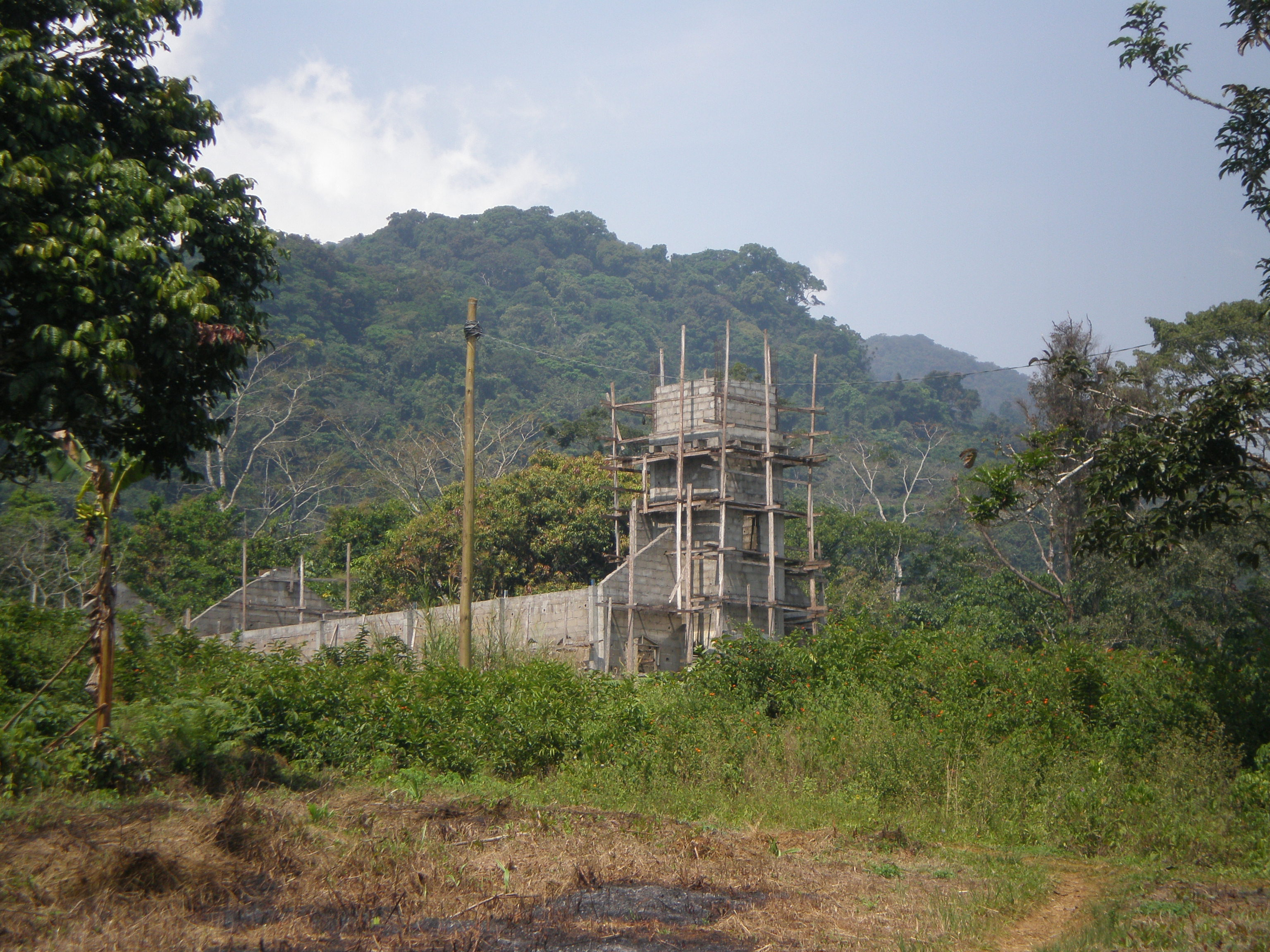
Presbyterianische Kirche in Dikome Balue

In Dikome Balue befand sich eine Missionsstation der evangelischen Basler Mission, die bis in die 30er-Jahre mit deutschen und Schweizer Missionaren besetzt war. Heute ist Dikome Balue Sitz des Presbyterial Secretary von Dikome Presbytery einem Dekanat der Presbyterianischen Kirche von Kamerun PCC, die aus der Arbeit der Basler Mission hervorgegangen ist. Dikome Presbytery besteht aus 20 Stationen mit 84 Pfarreien, die sich geographisch über 5 Subdivisionen in 2 Divisionen von der nigerianischen Grenze im Korup-Nationalpark (Esukutan, Ndian Division) bis nahe Kumba (Matoh, Meme Division) erstreckt. Der erste Missionar der Basler Mission, der Dikome Balue im Juni 1902 besucht hat, war Gottlieb Spellenberg (1870–1925). Spellenberg hat die Menschen im Dorf mit den Klängen eines Kornetts angelockt, um ihnen anschließend von Jesus Christus zu berichten.

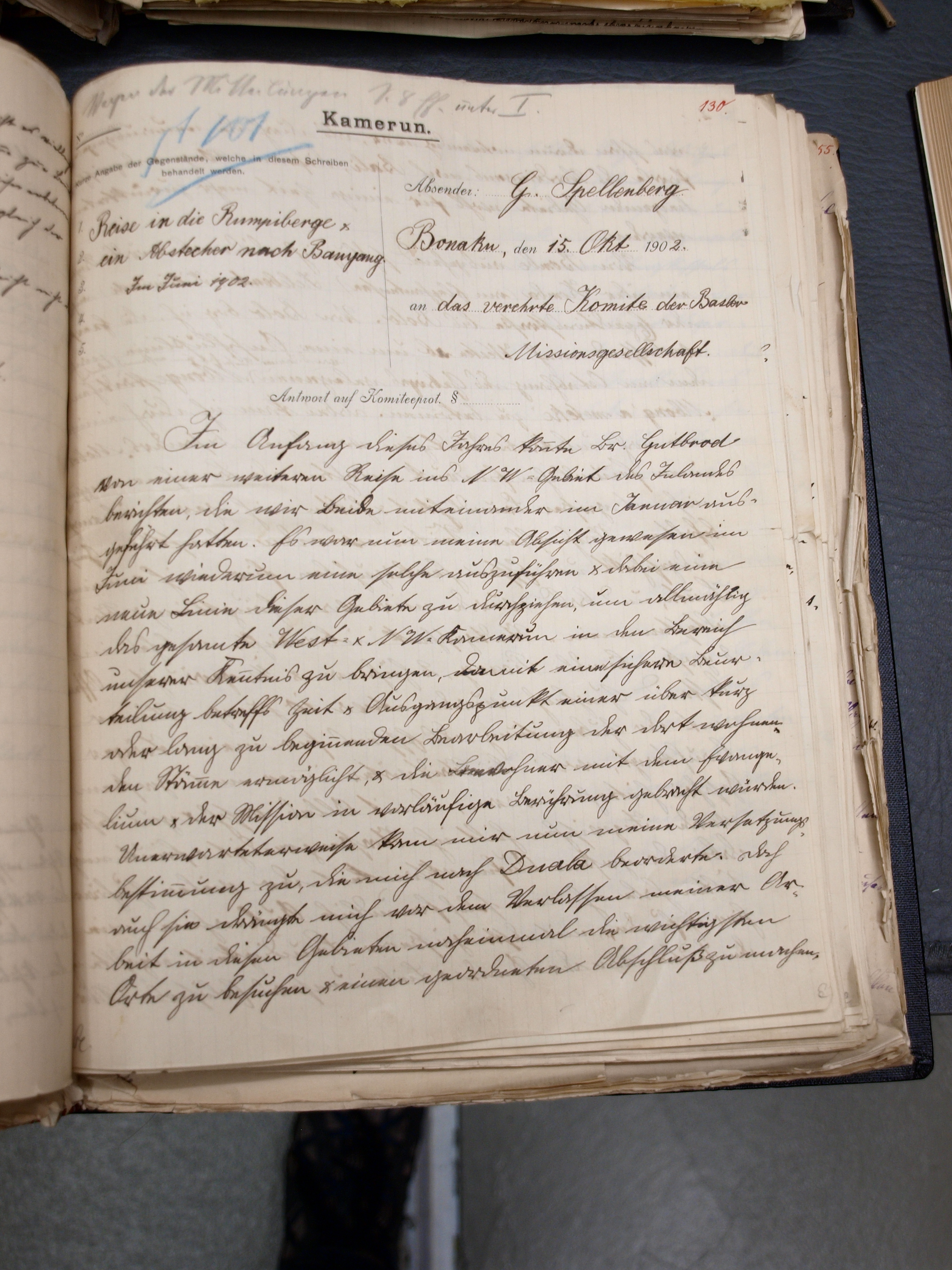
Reisebericht von Georg Spellenberg, Missionsreise in die Rumpiberge Juni 1902

Dikome Balue ist ebenfalls Sitz einer römisch-katholischen Gemeinde mit dem Patron St. Isidor, die ebenfalls aus Missionstätigkeit entstanden ist. In der jüngeren Vergangenheit sind weitere Denominationen baptistischer, apostolischer und evangelikaler Prägung mit kleinen Gemeinden entstanden.

## Schule
Dikome Balue besitzt eine Government Nursery School, eine Government Primary School und eine Government High School GHS Dikome Balue. An der GHS Dikome Balue unterrichtet ein Deutschlehrer, der im Rahmen der Städtepartnerschaft zwischen Dikome Balue und Schopfheim durch die Stadt Schopfheim finanziert wird.

## Gesundheitsversorgung
Dikome Balue besitzt ein kleines Government Health Centre und eine deutlich größere Gesundheitsstation der Presbyterianischen Kirche, die als Außenstation des Presbyterian Hospital Kumba geführt wird.

## Infrastruktur
Dikome Balue wird in den Abendstunden durch einen Dieselgenerator mit Strom versorgt. Das ganze Dorf verfügt über eine elektrische Straßenbeleuchtung, die während der Laufzeit des Generators betrieben wird. Oberhalb des Dorfes befindet sich ein Wasserreservoir einer Wasserversorgung, die gemeinsam mit den deutschen Partnerorganisationen errichtet wurde.
Im Mai 2014 hat MTN eine Mobilfunkantenne im Dorf in Betrieb genommen, die den Ort und weite Teile der Rumpiberge mit Mobilfunk und mobilfunkgestütztem Internet versorgt. Im Ort gibt es daneben einen Radiosender. Ein Hotel befindet sich im Bau.

## Kommunalwahl 2013
Bei den im Herbst 2013 in Kamerun landesweit abgehaltenen Kommunalwahlen sind in Dikome Balue zwei Listen zur Wahl angetreten. Die regierende Staatspartei Cameroon People Democratic Movement CPDM und die oppositionelle Social Democratic Front SDF haben sich um die Sitze des Councils beworben. Das kamerunische Kommunalwahlrecht sieht vor, dass bei zwei Wahlvorschlägen der Gewinner der absoluten Mehrheit alle Sitze des Rates erhält. Aufgrund des Wahlergebnisses besteht der Rat nur aus CPDM-Vertretern.